# Garnisonskirche Düsseldorf

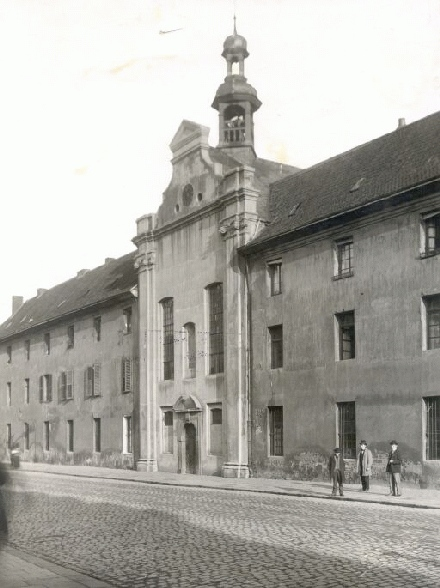
Äußeres der Garnisonskirche

Die Garnisonskirche St. Anna in der Kasernenstraße in Düsseldorf war ehemals als Kirche des kurfürstlichen Hubertusspitals (Hospital ad St. Hubertus des Hubertusordens) im Jahre 1735 unter dem Pfarrer Jacob Vereycken (1719–1736) eingeweiht worden. Die Anlage war dreiflügelig. Nachdem das Hubertusstift in die Neusser Straße umgezogen war, wurde das Spital im Jahre 1770 den Kasernen angegliedert. Der Sakralbau war ein verputzter Ziegelsteinbau mit abgerundeten Kreuzarmen. Die Kreuzarme waren mit flachen Kuppeln überdeckt. Das Langhaus hatte ein segmentförmiges Tonnengewölbe. Über der Vierung erhob sich eine überhöhte Kuppel. Sie wurde um 1906 zusammen mit der Neugestaltung an der Kasernenstraße abgebrochen.

## Geschichte

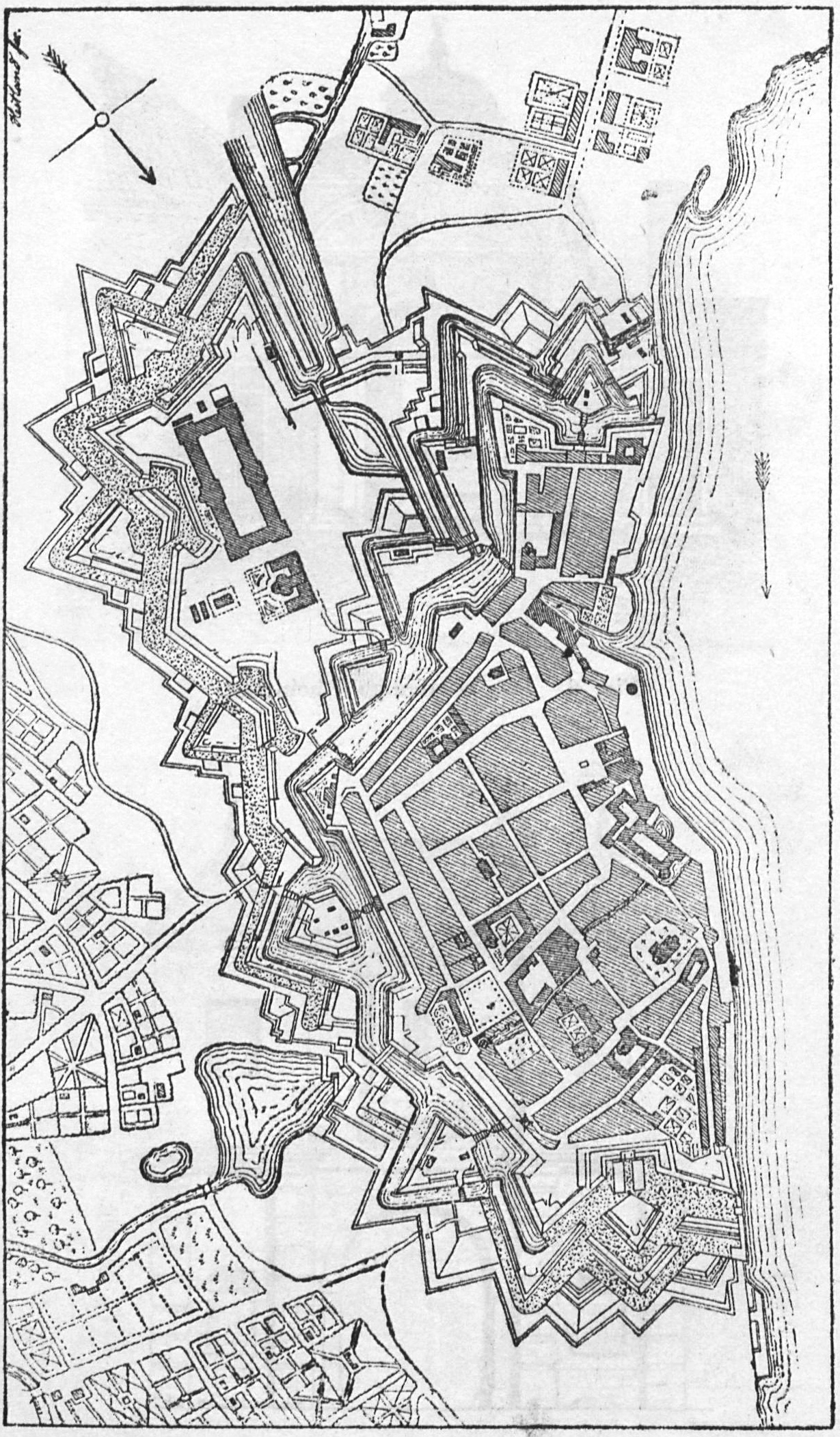
Hubertusstift (spätere Kasernenanlage) und Kirche St. Anna (spätere Garnisonskirche) im Zusammenhang der barocken Stadtbefestigung auf einen Stadtplan von 1764

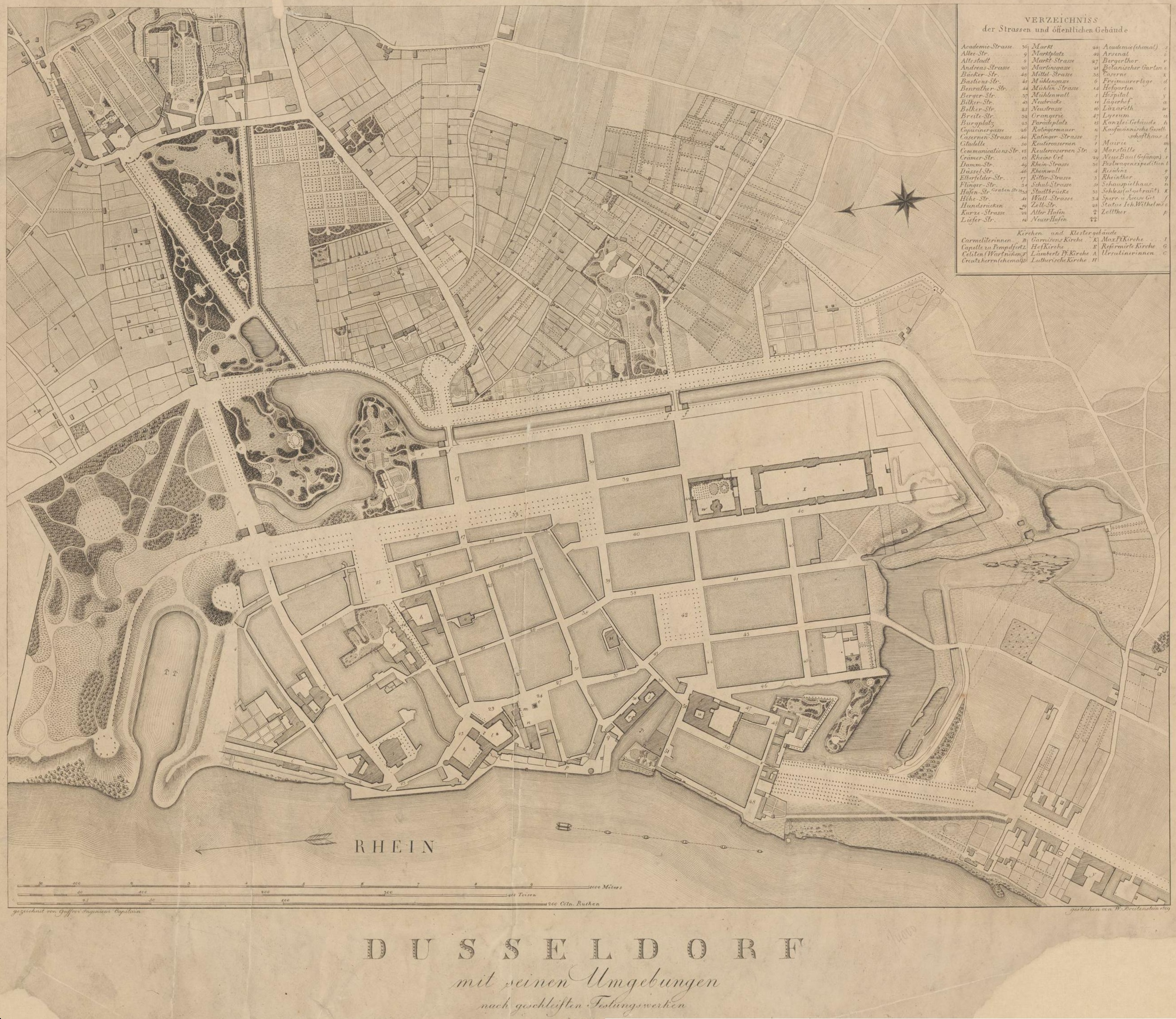
Kasernenanlagen mit Garnisonskirche St. Anna auf einem Stadtplan von 1809, der die weitgehende Schleifung der barocken Stadtbefestigung und ihren Ersatz durch den Stadtgraben zeigt

Zu Beginn des 18. Jahrhunderts wurde vor den südöstlichen Anlagen der Festung Düsseldorf unter Leitung des kurpfälzischen Hofbaumeisters Jacob Dubois ein neuer großer zusätzlicher Verteidigungsbereich einschließlich Kasernen angelegt. Ein Teil der alten Mauern, Erdwälle und Wassergräben der Stadt in diesem Bereich blieben aber vorläufig für einige Jahrzehnte noch bestehen. Der Zugang zu diesem Gebiet war von der Stadt aus nur über ein Soldatenbrückchen (später Stadtbrückchen genannt) möglich. Von 1707 bis 1709 wurde in diesem Bereich ein neues Hubertus-Hospital errichtet. Eine zugehörige Kapelle, die in den 1710er Jahren von Giovanni Antonio Pellegrini einen Hauptaltar mit dem Gemälde „Englischer Gruß“ und Deckengemälde erhalten hatte, wurde 1735 zur St.-Anna-Kirche erweitert. 1735 wurden in der Nachbarschaft des Hospitals Kasernen angelegt. Neben der Zuständigkeit für die Leute aus dem Hospital war diese katholische Kirche auch für die seelsorgerische Betreuung der Soldaten zuständig. Nachdem 1770 das Hospital nach Bilk umgezogen war, wurde das vormalige Hospital auch für den Kasernenbetrieb verwendet, so dass sich für dessen Gotteshaus die Bezeichnung „Garnisonskirche“ einbürgerte. Allerdings benutzte ein Teil der Stadtbevölkerung diese Kirche weiterhin zu allen Anlässen. Letzteres ist aus den noch vorhandenen alten Kirchenbücher über die Dokumentation von Geburten, Hochzeiten und Sterbefälle dieser Städter ersichtlich.  
Nachdem während des Ersten Koalitionskriegs im Jahr 1794 die Kirche der Cölestinerinnen auf der Ratinger Straße durch französischen Beschuss weitgehend zerstört worden war, wurde deren Hochaltar – einschließlich des Altarbildes von Giovanni Antonio Pellegrini – nach St. Anna umgesetzt. Es folgten 1804 nach der Säkularisation des Kapuzinerklosters auf der Flinger Straße und dem Abriss der zugehörigen Kirche noch deren Orgel und zwei Nebenaltäre.
Ab 1815 gehörte Düsseldorf zu Preußen und es änderte sich die bisherige untergeordnete Stellung der Protestanten in der Stadt. Das Herzogtum Berg war im Bereich des Niederrheins bis zu diesem Zeitpunkt katholisch dominiert. Die Kirche St. Anna unterstand nun dem preußischen Kriegsministerium. Vom 18. Oktober 1816 an wurden neben der katholischen Messe auch regelmäßig evangelische Gottesdienste abgehalten. Es folgte ab dem 30. September 1824 per Cabinetsorder die Ernennung zur evangelischen Garnisonskirche, die aber gleichzeitig auch eine Simultan-Garnisonskirche war.
Nachfolgend eine Liste der Garnisonspfarrer und Simultanprediger dieser Kirche:
- Garnisonspfarrer an der Kirche:
  - Johann Martin Hospelt (1736–1748)
  - Johann Matthias Scholl (1748–1752)
  - Johann Wilhelm Pfleumer (1752–1763)
  - Franziskaner-Pater Emmerich Klein (1764–1773)
  - Peter Joseph Royer (1773–1789)
  - Franziskaner-Pater Udalrich Krings (1789–1811)
  - Everhard Brewer (1811–1813)
  - Joseph Custodis (1813–1820)
  - Johann Kornwebel
  - Jacob Bodenheim
  - Alex Franz August Halm (1841–1846)
  - Johann Heinrich Anton Lampenscherf (1846–1855)
  - Franz Aloys Jos. Hamacher (1855–1866)
  - Friedrich Kayser (1866–1883)
  - Anton Keck

- Divisionsprediger an der Simultan-Garnisonskirche[4]:
  - Johann Hermann Altgelt (1820–1832)
  - J. C. Ninnich (ab 1827)
  - Peter Thielen (1832–1846)
  - Hermann Gerhard Monjé (1836–1849)[5]
  - Erhard David Wilhelm Bernhard Kottmeier (1846–1867)
  - Wilhelm Meyer (1867–1870)
  - Ferdinand Becker (1867–1888)
  - Paul Zierrach

Von den Ausstattungsstücken der Garnisonskirche hat sich das lange verloren geglaubte Hochaltarblatt „Die Taufe Christi“ von Franz Ittenbach erhalten. Es geht auf einen Wettbewerb des Kunstvereins für die Rheinlande und Westfalen von 1847 zurück. Dieses Bild aus der Düsseldorfer Malerschule befindet sich heute auf der Empore von St. Andreas (Düsseldorf).

## Bilder

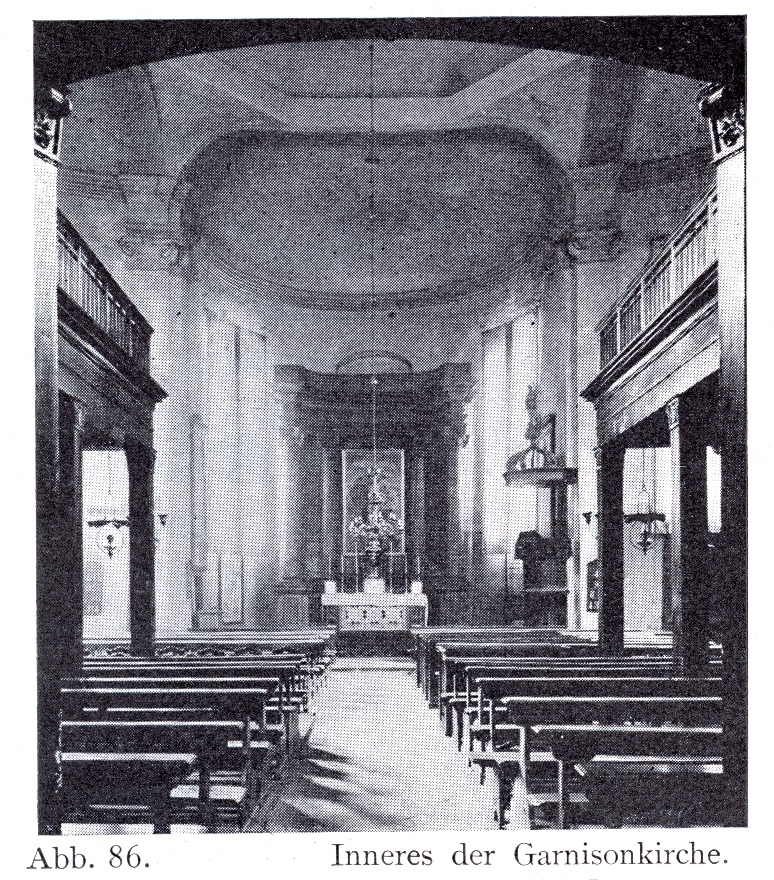
Inneres der Garnisonskirche
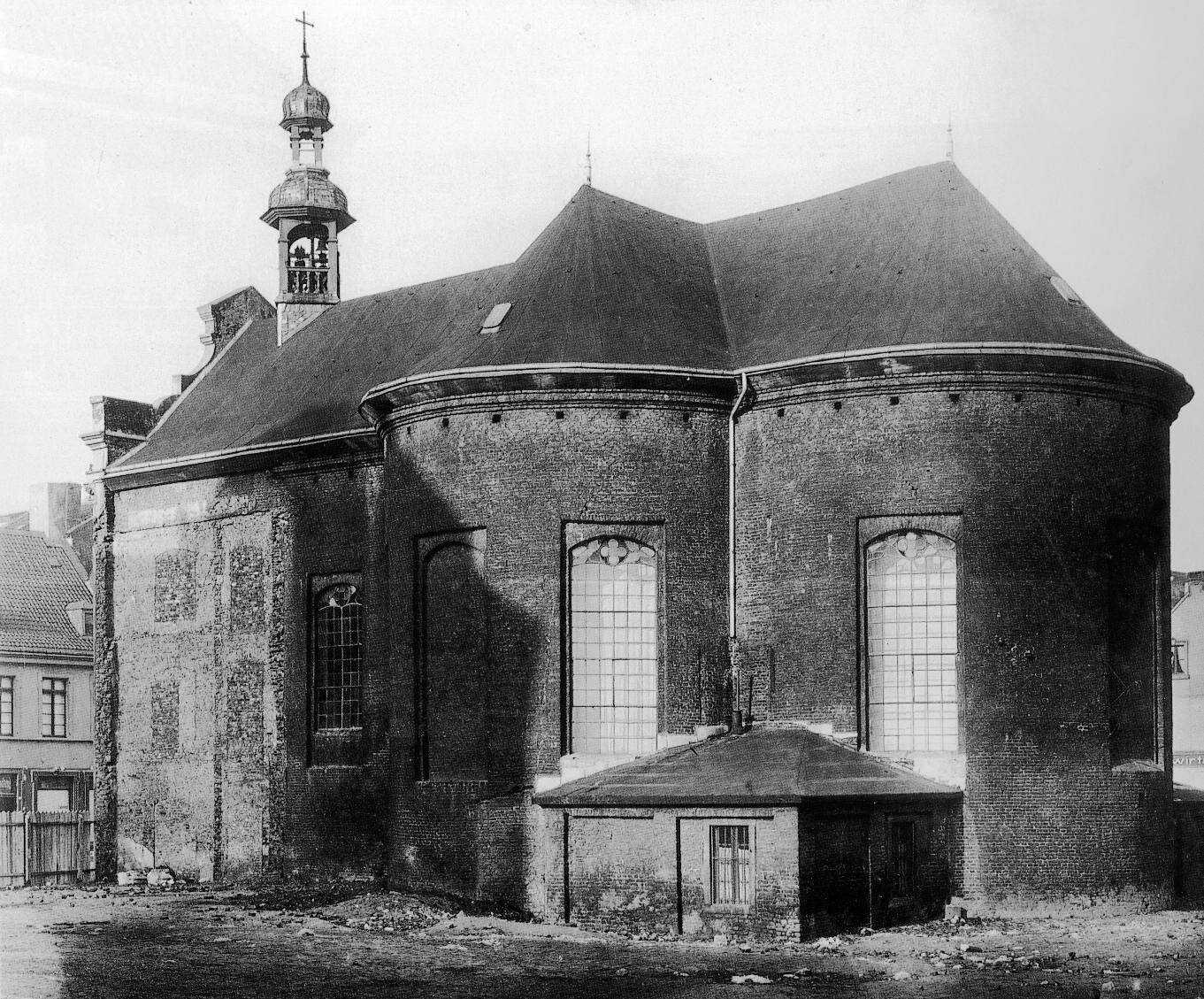
Südostansicht der Garnisonskirche